# Cymatoderma blumei
Cymatoderma blumei är en svampart som först beskrevs av Joseph-Henri Léveillé, och fick sitt nu gällande namn av D.A. Reid 1959. Cymatoderma blumei ingår i släktet Cymatoderma och familjen Meruliaceae.   Inga underarter finns listade i Catalogue of Life.